# Gunnar Fosselius
Gunnar Fosselius, född 30 april 1901 i Örebro, död 27 november 1968 i Stockholm, var en svensk kort- och medeldistanslöpare. Han tävlade för IF Linnéa. Han var tvillingbror till Gösta Fosselius.
Gunnar Fosselius var som medlem i IF Linnéas klubblag världsrekordshållare i stafett 4 x 1 500 m åren 1925 till 1926. Han var svensk rekordhållare i grenen 1925 till 1929.
Fosselius föräldrar var bankdirektören Gustaf Elias Fosselius och Amanda Karolina Karlsson. Familjen kom 1919 till Stockholm från Linköping. Han var gift med Anna Margareta Svanström (1904–1986).

## Karriär
1925 sprang IF Linnéas lag i stafett 4 x 1 500 m på tiden 16.36,9. Deltagare i laget var Gunnar Fosselius, Gösta Fosselius, Helge Adamsson och Edvin Wide. Resultatet innebar att man slog IK Götas världsrekord från 1919 (rekordet avrundades till 16.37,0) samt att man även övertog det svenska rekordet (noterat som 16.36,9). Man fick behålla världsrekordet till 1926 då ett finskt klubblag med bland annat Paavo Nurmi slog nytt rekord. Det svenska rekordet behölls tills IFK Borås övertog det 1929.
1926 vann Gunnar Fosselius SM på 400 m med tiden 49,7.